# Rogoredo (Casatenovo)
Rogoredo (Reguléa in dialetto brianzolo) è una frazione del comune di Casatenovo in provincia di Lecco, situata sud est del territorio comunale.

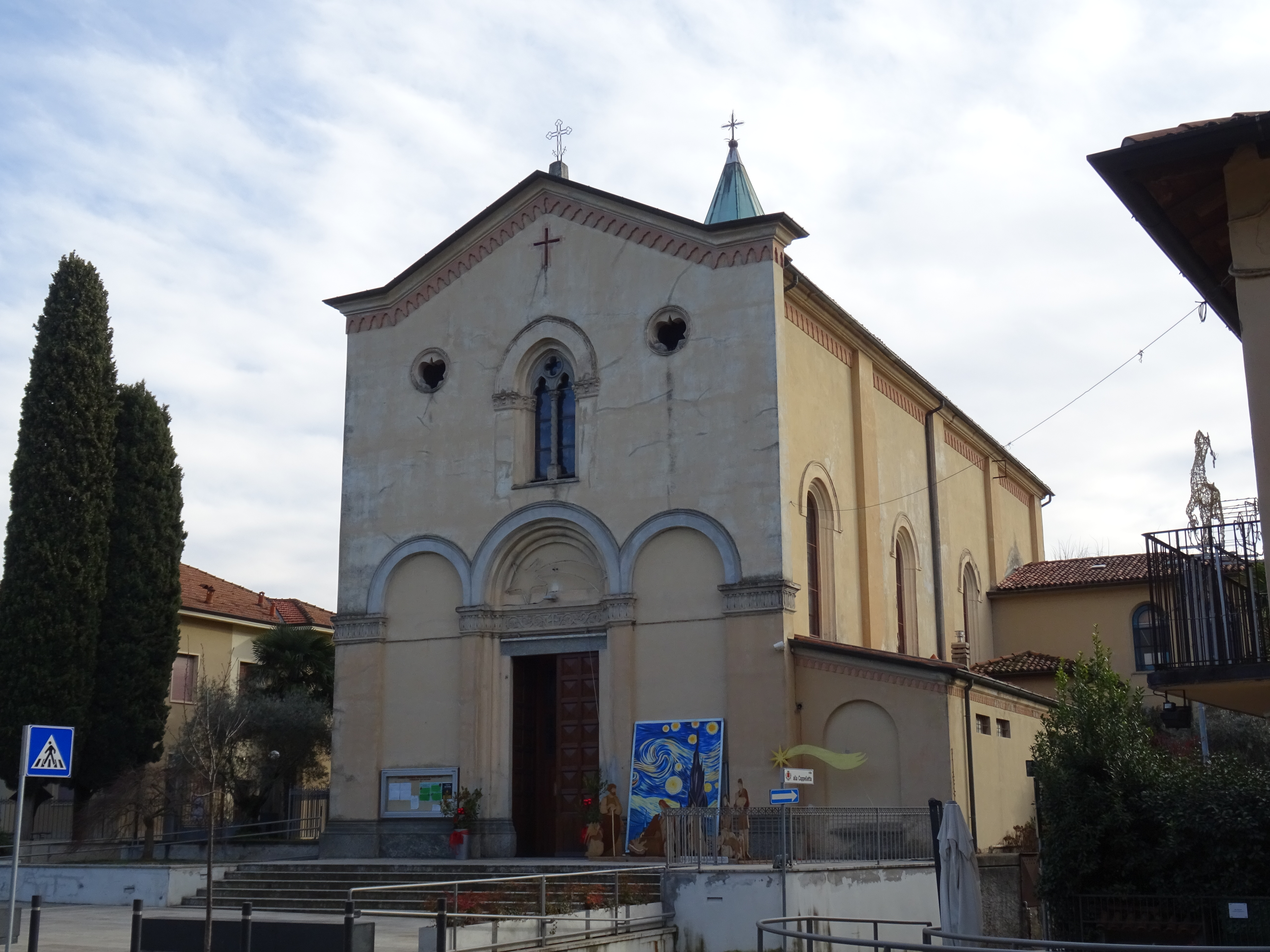
La chiesa di San Gaetano

La frazione di Rogoredo dista circa 3 km dal centro del paese e confina con le frazioni di Cassina de Bracchi, Galgiana, Campofiorenzo e Valaperta, nonché con il comune di Usmate Velate.
Rogoredo ospita la fiera zootecnica di San Gaetano nata negli anni '50 che comprende mostre di animali e macchine agricole, gare e corse di cavalli oltre ad altri eventi.